# NGC 998
NGC 998 je galaksija u zviježđu Kit.

## Vanjske poveznice
- SEDS: NGC 998